# Reboot (Unix)
La commande Unix reboot a pour objet de redémarrer le système d'exploitation d'un ordinateur.

## Syntaxe
Sous un système UNIX, la syntaxe est la suivante:
```
reboot
 
[
option
]
...

```

La syntaxe est identique avec halt et poweroff.